# Kattisavan (Arvidsjaurs socken, Lappland)
Kattisavan är en sjö i Arvidsjaurs kommun i Lappland och ingår i Skellefteälvens huvudavrinningsområde.